# 袖ケ浦インターチェンジ
袖ケ浦インターチェンジ（そでがうらインターチェンジ）は、千葉県袖ケ浦市にあるインターチェンジである。
市名は袖ケ浦だが、ICの名称には袖ヶ浦と小さいヶが使われている。これは歴史的経緯により、袖ケ浦市は市政施行時にヶの字を大きくしたが、インターチェンジは町の時代の君津郡袖ヶ浦町の小さいヶの字が使われているためである。
東日本高速道路アクアライン管理事務所管轄。
東京湾アクアライン浮島方面のみ危険物積載車両の退出を促される注意標識がある。東京湾アクアラインはトンネル部分で危険物積載車は走行禁止であり、危険物積載車は木更津金田インターチェンジまでに降りなければならない。

## 接続する道路
- CA 東京湾アクアライン連絡道（3番）
- 国道16号
- 国道409号

## 周辺
- 袖ケ浦バスターミナル
- 小櫃川
- 袖ケ浦市役所
- 袖ケ浦駅
- 巌根駅

## 隣
CA 東京湾アクアライン連絡道
(2) 木更津金田IC - (3) 袖ケ浦IC - (16) 木更津JCT